# Vulsor quintus
Vulsor quintus är en spindelart som beskrevs av Embrik Strand 1907. Vulsor quintus ingår i släktet Vulsor och familjen Ctenidae.
Artens utbredningsområde är Madagaskar. Inga underarter finns listade i Catalogue of Life.